# James Mitchel
James Sarsfield "Jim" Mitchel (ur. jako Mitchell 30 stycznia 1864 w Emly w hrabstwie Tipperary w Irlandii, zm. 3 lipca 1921 w Nowym Jorku) – amerykański lekkoatleta pochodzenia irlandzkiego, specjalista rzutu młotem i rzutu ciężarem, medalista olimpijski.

## Przebieg kariery
Pok koniec XIX wieku był czołowym lekkoatletą miotaczem na świecie. Zdobył trzykrotnie mistrzostwo Wielkiej Brytanii (AAA) w rzucie młotem w latach 1886-1888, a także w pchnięciu kulą w 1886 i 1887, a po wyjeździe do Stanów Zjednoczonych dziewięć razy był mistrzem USA (AAU) w rzucie młotem (w latach 1889-1896 i 1903) oraz 11 razy w rzucie 56-funtowym ciężarem (w latach 1888, 1891-1897, 1900, 1803 i 1905).
Mając ponad 40 lat na igrzyskach olimpijskich w 1904 w Saint Louis zdobył brązowy medal w rzucie 56-funtowym ciężarem, w rzucie młotem zajął 5. miejsce, a w rzucie dyskiem 6. miejsce. W zawodach przeciągania liny drużyna New York Athletic Club z udziałem Mitchela zajęła 4. miejsce.
Później był znanym publicystą piszącym o sporcie.

## Rekordy życiowe
źródło:
- rzut dyskiem – 32,51 m (1897)
- rzut młotem – 44,19 m (1892)
- rzut 56-funtowym ciężarem – 10,95 m (1902)